# Lista tomów serii Golden Kamuy
Ten artykuł zawiera listę tomów serii Golden Kamuy autorstwa Satoru Nody, która ukazywała się od 19 maja 2015 do 19 stycznia 2016 na łamach magazynu „Shūkan Young Jump” wydawnictwa Shūeisha od 21 sierpnia 2014 do 28 kwietnia 2022. Pierwszy tom tankōbon został opublikowany 19 stycznia 2015, natomiast ostatni 31 tom – 19 lipca 2022.
2 kwietnia 2025 wydawnictwo Kotori zapowiedziało wydanie mangi w Polsce w 16 tomach zbiorczych, natomiast premiera odbyła się 13 czerwca.
| Nr | Język japoński    | Język japoński         | Język polski    | Język polski           |
| Nr | Data wydania      | ISBN                   | Data wydania    | ISBN                   |
| --- | ----------------- | ---------------------- | --------------- | ---------------------- |
| 1 | 19 stycznia 2015  | ISBN 978-4-08-890082-7 | 13 czerwca 2025 | ISBN 978-83-68051-72-8 |
| Lista rozdziałów - 1. Nieśmiertelny Sugimoto (jap. 不死身の杉元 Fujimi no Sugimoto) - 2. Łenkamuj (ajn. ウェンカムイ Wen kamui) - 3. Sidła (jap. 罠 Wana) - 4. Noppera-bo (jap. のっぺら坊 Nopperabō) - 5. Jednostka Hokuchin (jap. 北鎮部隊 Hokuchin butai) - 6. Nagonka (jap. 迫害 Hakugai) - 7. Król ucieczek (jap. 脱獄王 Datsugoku ō) |                   |                        |                 |                        |
| 2 | 19 lutego 2015    | ISBN 978-4-08-890105-3 | 13 czerwca 2025 | ISBN 978-83-68051-72-8 |
| Lista rozdziałów - 8. Ucieczka (jap. 逃走 Tōsō) - 9. Osaczony szczur (jap. 窮鼠 Kyūso) - 10. Ryzykowny ruch (jap. 博打 Bakuchi) - 11. Kotan ajnu (ajn. アイヌコタン Ainu kotan) - 12. Kamuj mosir (ajn. カムイモシㇼ Kamui mosir) - 13. Duch opiekuńczy (jap. 憑き神 Tsukigami) - 14. Wycie (jap. 遠吠え Tōboe) - 15. Zapach (jap. におい Nioi) - 16. Bóg śmierci (jap. 死神 Shinigami) - 17. Tropiciele (jap. 追跡者 Tsuisekisha) |                   |                        |                 |                        |
| 3 | 19 maja 2015      | ISBN 978-4-08-890192-3 | —               |                        |
| Lista rozdziałów - 18. Kyūshutsu sakusen (jap. 救出作戦) - 19. Kakeru (jap. 駆ける) - 20. Kui chigai (jap. 喰い違い) - 21. Bōrei (jap. 亡霊) - 22. Densetsu no kumauchi (jap. 伝説の熊撃ち) - 23. Ryōshi no tamashī (jap. 猟師の魂) - 24. Ikinuita kachi (jap. 生き抜いた価値) - 25. Yuk (ajn. ユㇰ) - 26. Yama no okite (jap. 山の掟) - 27. Koroshi no nioi (jap. 殺しの匂い) |                   |                        |                 |                        |
| 4 | 19 sierpnia 2015  | ISBN 978-4-08-890240-1 | —               |                        |
| Lista rozdziałów - 28. Sakusō (jap. 錯綜) - 29. Rōjin to yama (jap. 老人と山) - 30. Ītsutae (jap. 言い伝え) - 31. Ni maru san kōchi (jap. 二〇三高地) - 32. Kaiki! Nazo no kyodai tori (jap. 怪奇！謎の巨大鳥) - 33. Noroi teki tōsō (jap. 呪的逃走) - 34. Sesshoku (jap. 接触) - 35. Kyūai (jap. 求愛) - 36. Yakutatazu (jap. 役立たず) - 37. Hatsuharu (jap. 初春) - 38. Humpe (ajn. フンペ) |                   |                        |                 |                        |
| 5 | 18 grudnia 2015   | ISBN 978-4-08-890325-5 | —               |                        |
| Lista rozdziałów - 39. Nishin-ryō to satsujinki (jap. ニシン漁と殺人鬼) - 40. Nishin goten (jap. ニシン御殿) - 41. Kirameku (jap. 煌めく) - 42. Repun kamui (ajn. レプンカムイ) - 43. Sinna kisar (ajn. シンナキサㇻ) - 44. Sogeki (jap. 狙撃) - 45. Matagi no Tanigaki (jap. マタギの谷垣) - 46. Keibatsu (jap. 刑罰) - 47. Itō no hana (jap. イトウの花) - 48. Kiroranke (jap. キロランケ) |                   |                        |                 |                        |
| 6 | 18 marca 2016     | ISBN 978-4-08-890372-9 | —               |                        |
| Lista rozdziałów - 49. Michidure (jap. 道連れ) - 50. Shunrai (jap. 春雷) - 51. Satsujin hoteru dayo zen’in shūgō!! (jap. 殺人ホテルだよ全員集合！！) - 52. Naimononedari (jap. 無い物ねだり) - 53. Fuhai no Ushiyama (jap. 不敗の牛山) - 54. Kotozute (jap. ことづて) - 55. Nishin nanajūro (jap. 鰊七十郎) - 56. Matsumae-han (jap. 松前藩) - 57. Suihō (jap. 水泡) - 58. Barato no ugō (jap. 茨戸の烏合) - 59. Setsugen no yōjinbō (jap. 雪原の用心棒)                                                                                             |                   |                        |                 |                        |
| 7 | 18 kwietnia 2016  | ISBN 978-4-08-890451-1 | —               |                        |
| Lista rozdziałów - 60. Ikaktar cironnup taburakasu kitsune (jap. イカッカㇻ・チロンヌㇷ゚ 誑かす狐) - 61. Ezo-chi dābī (jap. 蝦夷地ダービー) - 62. Kaedama kishu Kiroranke (jap. 替え玉騎手キロランケ) - 63. Monsutā (jap. モンスター) - 64. Akuma no mori no Osoma (jap. 悪魔の森のオソマ) - 65. Fujimi no akage (jap. 不死身の赤毛) - 66. Kyōfu no sumu ie (jap. 恐怖の棲む家) - 67. Chō-han (jap. 丁半) - 68. Shinnyu (jap. 侵入) - 69. Dasshutsu (jap. 脱出)                                                                                       |                   |                        |                 |                        |
| 8 | 19 sierpnia 2016  | ISBN 978-4-08-890493-1 | —               |                        |
| Lista rozdziałów - 70. Amūru-gawa kara kita otoko (jap. アムール川から来た男) - 71. Shokunin no kagami (jap. 職人の鑑) - 72. Edogai-kun (jap. 江渡貝くん) - 73. Onna no kisetsu (jap. 女の季節) - 74. Cikapasi (ajn. チカパシ) - 75. Ani nekko (jap. 阿仁根っ子) - 76. Kane mochi (jap. カネ餅) - 77. Magaimono (jap. まがいもの) - 78. Yūbari tankō (jap. 夕張炭鉱) - 79. Dai hijō (jap. 大非常) - 80. Dengon (jap. 伝言) |                   |                        |                 |                        |
| 9 | 18 listopada 2016 | ISBN 978-4-08-890554-9 | —               |                        |
| Lista rozdziałów - 81. Inmetsu (jap. 隠滅) - 82. Nikaidō (jap. 二階堂) - 83. Koi uranai (jap. 恋占い) - 84. Gokuchū (jap. 獄中) - 85. Koiji iku tose (jap. 恋路いくとせ) - 86. Mukashi no hanashi wo shiyō (jap. 昔の話をしよう) - 87. O gyōgi (jap. お行儀) - 88. Miminaga obake ga yattekuru! (jap. 耳長お化けがやって来る!) - 89. Chinmoku no kotan (jap. 沈黙のコタン) - 90. Geijutsuka (jap. 芸術家) |                   |                        |                 |                        |
| 10 | 17 marca 2017     | ISBN 978-4-08-890589-1 | —               |                        |
| Lista rozdziałów - 91. Turep (ajn. トゥレㇷ゚) - 92. Hensō (jap. 変装) - 93. Kamui kotan (ajn. カムイコタン) - 94. Kinōbi (jap. 機能美) - 95. Niteiru mono (jap. 似ているもの) - 96. Senrigan (jap. 千里眼) - 97. Asahikawa daishichishidan sen nyū dai sakusen!! (jap. 旭川第七師団潜入大作戦！！) - 98. Satsuma Hayato (jap. 薩摩隼人) - 99. Hikōsen (jap. 飛行船) - 100. Daisetsuzan (jap. 大雪山) |                   |                        |                 |                        |
| 11 | 18 sierpnia 2017  | ISBN 978-4-08-890639-3 | —               |                        |
| Lista rozdziałów - 101. Koito shōi shikarareru (jap. 鯉登少尉叱られる) - 102. Inazuma gōtō to mamushi no ogin (jap. 稲妻強盗と蝮のお銀) - 103. Ankō nabe (jap. あんこう鍋) - 104. Kyōfu no mōdoku daishitō! Hokkaidō okuchi ni kyodai hebi wa sonzai shita! (jap. 恐怖の猛毒大死闘！北海道奥地に巨大蛇は存在した！) - 105. Natsu no mushi (jap. 夏の虫) - 106. Dan yori hayaku (jap. 弾より速く) - 107. Nemuri (jap. 眠り) - 108. Daishitsugen (jap. 大湿原) - 109. Kamuinomi (ajn. カムイノミ) - 110. Shiton dōbutsu-ki (jap. 支遁動物記)           |                   |                        |                 |                        |
| 12 | 19 grudnia 2017   | ISBN 978-4-08-890779-6 | —               |                        |
| Lista rozdziałów - 111. Wasuregatami (jap. 忘れ形見) - 112. Ukocanupkor (ajn. ウコチャヌㇷ゚コㇿ) - 113. Sayonara Anehata-sensei (jap. さよなら姉畑先生) - 114. Ecinke (ajn. エチンケ) - 115. Kōgai (jap. 蝗害) - 116. Aoi me (jap. 青い目) - 117. Abashiri e (jap. 網走へ) - 118. Shirinugui (jap. 尻拭い) - 119. Kotan kor kamui (ajn. コタンコㇿカムイ) - 120. Kishū no oto (jap. 奇襲の音) |                   |                        |                 |                        |
| 13 | 19 marca 2018     | ISBN 978-4-08-890888-5 | —               |                        |
| Lista rozdziałów - 121. Anchū (jap. 暗中) - 122. Inkarmat miru onna (jap. インカㇻマッ 見る女) - 123. Keisei gyakuten (jap. 形勢逆転) - 124. Omoide no shashin (jap. 思い出の写真) - 125. Minori no kisetsu (jap. 実りの季節) - 126. Kadokura kanshu buchō (jap. 門倉看守部長) - 127. Hontō no citatap (jap. 本当のチタタㇷ゚) - 128. Shingetsu no yoru ni (jap. 新月の夜に) - 129. Goyoku hōshajō hiraya shabō (jap. 五翼放射状平屋舎房) - 130. Yūdō-tō (jap. 誘導灯)                                                                                 |                   |                        |                 |                        |
| 14 | 19 czerwca 2018   | ISBN 978-4-08-891048-2 | —               |                        |
| Lista rozdziałów - 131. Hakai yoku (jap. 破壊欲) - 132. Jūrin (jap. 蹂躙) - 133. Nanahyaku-nin no kyōaku-han (jap. 700人の凶悪犯) - 134. Kyōkaidō (jap. 教誨堂) - 135. Kusari desumacchi (jap. 鎖デスマッチ) - 136. Saigo no samurai (jap. 最後の侍) - 137. Koō (jap. 呼応) - 138. Sōshitsu (jap. 喪失) - 139. Karafuto e (jap. 樺太へ) - 140. Ainu no onna-no-ko (jap. アイヌの女の子) |                   |                        |                 |                        |
| 15 | 19 września 2018  | ISBN 978-4-08-891098-7 | —               |                        |
| Lista rozdziałów - 141. Karafuto Ainu (jap. 樺太アイヌ) - 142. Zairyū Roshiajin no mura (jap. 在留ロシア人の村) - 143. Suchenka (jap. スチェンカ) - 144. Gekitotsu! Kabe desumacchi (jap. 激突！壁デスマッチ) - 145. Misutā seigyo funō (jap. ミスター制御不能) - 146. Roshia-shiki mushiburo bānya (jap. ロシア式蒸し風呂バーニャ) - 147. Todo wo korosu na (jap. トドを殺すな) - 148. Rūtsu (jap. ルーツ) - 149. Igogusa (jap. いご草) - 150. Ikotsu (jap. 遺骨)                                                                                   |                   |                        |                 |                        |
| 16 | 19 grudnia 2018   | ISBN 978-4-08-891176-2 | —               |                        |
| Lista rozdziałów - 151. Jakojika-tachi (jap. ジャコジカたち) - 152. Hitokiri (jap. 人斬り) - 153. Kyōto (jap. 京都) - 154. Nokori jikan (jap. 残り時間) - 155. Yamada Kyokubadan (jap. ヤマダ曲馬団) - 156. Fujimi no Sugimoto harakiri shō (jap. 不死身の杉元ハラキリショー) - 157. Karafuto-jima dai sākasu (jap. 樺太島大サーカス) - 158. Ōtori (jap. 大トリ) - 159. Uiruta minzoku (jap. ウイルタ民族) - 160. Kokkyō (jap. 国境) |                   |                        |                 |                        |
| 17 | 19 marca 2019     | ISBN 978-4-08-891229-5 | —               |                        |
| Lista rozdziałów - 161. Kamui renkaine (ajn. カムイ レンカイネ) - 162. Sogekishu no jōken (jap. 狙撃手の条件) - 163. Shimei tehaisho (jap. 指名手配書) - 164. Aku chō (jap. 悪兆) - 165. Kishu (jap. 旗手) - 166. Tanomi (jap. 頼み) - 167. Shiro kurami (jap. 白くらみ) - 168. Tōdaimori no rōfūfu (jap. 燈台守の老夫婦) - 169. Meko oyashi (ajn. メコオヤシ) - 170. Akō kangoku no joshū (jap. 亜港監獄の女囚) |                   |                        |                 |                        |
| 18 | 19 czerwca 2019   | ISBN 978-4-08-891334-6 | —               |                        |
| Lista rozdziałów - 171. (jap. 樺太アイヌの刑罰) - 172. Akan-ko no hotori de (jap. 阿寒湖のほとりで) - 173. Boku no kaijin (jap. 僕の怪人) - 174. Mizūmi no chūshin de tsuppashiru (jap. 湖の中心で突っ走る) - 175. Mayu (jap. 繭) - 176. Sorezore no kami-sama (jap. それぞれの神様) - 177. Hasegawa shashinkan (jap. 長谷川写真館) - 178. Kakumeika (jap. 革命家) - 179. Mamiya kaikyō (jap. 間宮海峡) - 180. Akō datsugoku (jap. 亜港脱獄) |                   |                        |                 |                        |
| 19 | 19 września 2019  | ISBN 978-4-08-891368-1 | —               |                        |
| Lista rozdziałów - 181. Amūru tora (jap. アムールトラ) - 182. Watashi no shiranai chichi no koto (jap. 私の知らない父のこと) - 183. Ōkami ni oitsuku (jap. 狼に追いつく) - 184. Ryūhyōgen (jap. 流氷原) - 185. Saikai (jap. 再会) - 186. Wasuremono (jap. 忘れ物) - 187. Tsumikegare (jap. 罪穢れ) - 188. Ikiru (jap. 生きる) - 189. Kekkon (jap. 血痕) - 190. Ashita no tame ni (jap. 明日のために) |                   |                        |                 |                        |
| 20 | 19 grudnia 2019   | ISBN 978-4-08-891437-4 | —               |                        |
| Lista rozdziałów - 191. Furusato no mizu (jap. 故郷の水) - 192. Keiyaku kōshin (jap. 契約更新) - 193. Noboribetsu onsen (jap. 登別温泉) - 194. Iō no nioi (jap. 硫黄のにおい) - 195. Ariko no niwa (jap. 有古の庭) - 196. Mosu (jap. モス) - 197. Bonbon (jap. ボンボン) - 198. Otonoshin no sanrinsha (jap. 音之進の三輪車) - 199. Saka no ue no Roshia ryōjikan (jap. 坂の上のロシア領事館) - 200. Tsukisappu anpan no hito (jap. 月寒あんぱんのひと)                                                                                              |                   |                        |                 |                        |
| 21 | 19 marca 2020     | ISBN 978-4-08-891501-2 | —               |                        |
| Lista rozdziałów - 201. Abayo Roshia (jap. あばよロシア) - 202. Sogekisyu no akumu (jap. 狙撃手の悪夢) - 203. Nigaoe (jap. 似顔絵) - 204. Nokoshitai mono (jap. 残したいもの) - 205. Shinematogurafu (jap. シネマトグラフ) - 206. Futari no kyori (jap. ふたりの距離) - 207. Zangō kara mieta tsuki (jap. 塹壕から見えた月) - 208. Kagirinaku kuro ni chikai haiiro (jap. 限りなく黒に近い灰色) - 209. Kesorap (ajn. ケソラㇷ゚) - 210. Amai uso (jap. 甘い嘘) - 211. Ikari no Shiraishi (jap. 怒りのシライシ)                                         |                   |                        |                 |                        |
| 22 | 19 czerwca 2020   | ISBN 978-4-08-891582-1 | —               |                        |
| Lista rozdziałów - 212. Ikarige (jap. 怒り毛) - 213. Karafuto dasshutsu (jap. 樺太脱出) - 214. Ikazuchi-gata kuchikukan VS Karafuto renraku-sen (jap. 雷型駆逐艦VS樺太連絡船) - 215. Ryūhyō no tenshi (jap. 流氷の天使) - 216. Nazo no shiroi kuma (jap. 謎の白い熊) - 217. Hokkaidō nite (jap. 北海道にて) - 218. Sakin horishi-tachi (jap. 砂金掘り師たち) - 219. Heita-shishō (jap. 平太師匠) - 220. Kegawa (jap. 毛皮) - 221. Higuma otoko (jap. ヒグマ男)                                                                                       |                   |                        |                 |                        |
| 23 | 18 września 2020  | ISBN 978-4-08-891704-7 | —               |                        |
| Lista rozdziałów - 222. Irezumi ninpi (jap. 刺青人皮) - 223. Nikaidō genki ni naru (jap. 二階堂 元気になる) - 224. Shikotsu-ko no hotori de (jap. 支笏湖のほとりで) - 225. Hinminkutsu (jap. 貧民窟) - 226. Seichi (jap. 聖地) - 227. Kyōhan (jap. 共犯) - 228. Shimaenaga (jap. シマエナガ) - 229. Kanpekina haha (jap. 完璧な母) - 230. Ienaga Kano (jap. 家永カノ) - 231. Shussan (jap. 出産) |                   |                        |                 |                        |
| 24 | 18 grudnia 2020   | ISBN 978-4-08-891737-5 | —               |                        |
| Lista rozdziałów - 232. Kazoku (jap. 家族) - 233. Ameuri (jap. 飴売り) - 234. Jōkisen (jap. 蒸気船) - 235. Jigoku no yūbin haitatsunin (jap. 地獄の郵便配達人) - 236. Ō-sama (jap. 王様) - 237. Suichū ikidome gassen (jap. 水中息止め合戦) - 238. Sukina hito ni (jap. 好きな人に) - 239. Hassha (jap. 発射) - 240. Kikuta tokumu sōchō (jap. 菊田特務曹長) |                   |                        |                 |                        |
| 25 | 18 marca 2021     | ISBN 978-4-08-891813-6 | —               |                        |
| Lista rozdziałów - 241. Kieta kamui (jap. 消えたカムイ) - 242. Kōgo ni (jap. 交互に) - 243. Jōtōhei-tachi (jap. 上等兵たち) - 244. Otaru jōriku (jap. 小樽上陸) - 245. Saikai no machi (jap. 再会の街) - 246. Ainu no gūzō (jap. アイヌの偶像) - 247. Kimarigoto (jap. 決まり事) - 248. Kyōkai (jap. 教会) - 249. Sorezore no yume (jap. それぞれの夢) - 250. Uchiage hanabi (jap. 打ち上げ花火) |                   |                        |                 |                        |
| 26 | 18 czerwca 2021   | ISBN 978-4-08-892011-5 | —               |                        |
| Lista rozdziałów - 251. Sapporo bīru kōjō (jap. 札幌ビール工場) - 252. Choshu-shitsu (jap. 貯酒室) - 253. Chichi no omei (jap. 父の汚名) - 254. Kyūso (jap. 窮鼠) - 255. Kirisaki Sugimoto (jap. 切り裂き杉元) - 256. Tokushirō-san no ichiban (jap. 篤四郎さんの一番) - 257. Gakkari shita kao (jap. がっかりした顔) - 258. Omoni (jap. がっかりした顔) - 259. Hō gō o tsukuru (jap. 放郷を作る) - 260. Shishu (jap. 死守) |                   |                        |                 |                        |
| 27 | 17 września 2021  | ISBN 978-4-08-892074-0 | —               |                        |
| Lista rozdziałów - 261. Shōbō-gumi (jap. 消防組) - 262. Sapporo bīru senden-sha tsuiseki geki (jap. 札幌麦酒宣伝車追跡劇) - 263. Kaizoku Fusatarō koto Ōsawa Fusatarō (jap. 海賊房太郎こと大沢房太郎) - 264. Otaru no byōin de mita on'na (jap. 小樽の病院で見た女) - 265. Kagiana (jap. 鍵穴) - 266. Koyubi no hone (jap. 小指の骨) - 267. Danzetsu (jap. 断絶) - 268. Ippon dokuya (jap. 一本毒矢) - 269. Uiruku no yarikata (jap. ウイルクのやり方) - 270. Subete no genkyō (jap. 全ての元凶) - 271. Madara moyō no kinka (jap. まだら模様の金貨) |                   |                        |                 |                        |
| 28 | 17 grudnia 2021   | ISBN 978-4-08-892162-4 | —               |                        |
| Lista rozdziałów - 272. Ipopte (jap. イポㇷ゚テ) - 273. Tsurumi gekijō (jap. 鶴見劇場) - 274. Kodawari (jap. だわり) - 275. Tōkyō aimonogatari (jap. 東京愛物語) - 276. Ebifurai (jap. エビフライ) - 277. Hanazawa yūsaku dōtei bōei sakusen (jap. 花沢勇作童貞防衛作戦) - 278. Kaeko ojōsama to furi-chin nora bō (jap. 花枝子お嬢様とふりちんノラ坊) - 279. Ore no tegara (jap. 俺の手柄) - 280. Ketsui no gōhō (jap. 決意の号砲) |                   |                        |                 |                        |
| 29 | 19 kwietnia 2022  | ISBN 978-4-08-892243-0 | —               |                        |
| Lista rozdziałów - 281. Hakodate no hito (jap. 函館のひと) - 282. Ikkoku (jap. 一刻) - 283. Kami no irezumi (jap. 神の刺青) - 284. Watashitachi no kamui (jap. 私たちのカムイ) - 285. Saishū kessen (jap. 最終決戦) - 286. Taimu rimitto (jap. タイムリミット) - 287. Kadokura no uma (jap. 門倉の馬) - 288. Sawayakana otoko (jap. 爽やかな男) - 289. Goryōkaku kōi-sen (jap. 五稜郭攻囲戦) - 290. Kan’non-zō (jap. 観音像) |                   |                        |                 |                        |
| 30 | 17 czerwca 2022   | ISBN 978-4-08-892294-2 | —               |                        |
| Lista rozdziałów - 291. Kotsutōhin (jap. 骨董品) - 292. Hakodatewan kaisen (jap. 函館湾海戦) - 293. Shin’nyū-sha (jap. 侵入者) - 294. Shijima (jap. 静寂) - 295. Futari (jap. ふたり) - 296. Bushidō (jap. 武士道) - 297. Goryōkaku dasshutsu (jap. 五稜郭脱出) - 298. Uiruku no musume (jap. ウイルクの娘) - 299. Yurushi (jap. 許し) - 300. Sai enchō-sen (jap. 再延長戦) - 301. Dainijin (jap. 第二陣) - 302. Shanai bōryoku (jap. 車内暴力) |                   |                        |                 |                        |
| 31 | 19 lipca 2022     | ISBN 978-4-08-892370-3 | —               |                        |
| Lista rozdziałów - 303. Bōsō ressha (jap. 暴走列車) - 304. Rekishi (jap. 歴史) - 305. Mayoi (jap. 迷い) - 306. Tokkou (jap. 特攻) - 307. Chinpo sensei (jap. ちんぽ先生) - 308. Nitamono dōshi (jap. 似た者同士) - 309. Chinuregoto (jap. 血濡れ事) - 310. Shukufuku (jap. 祝福) - 311. Ashiripa no sentaku (jap. アシㇼパの選択) - 312. Wakemae (jap. 分け前) - 313. Shūchaku (jap. 終着) - 314. Daidanen (jap. 大団円) |                   |                        |                 |                        |